# Wiesław Hołdys

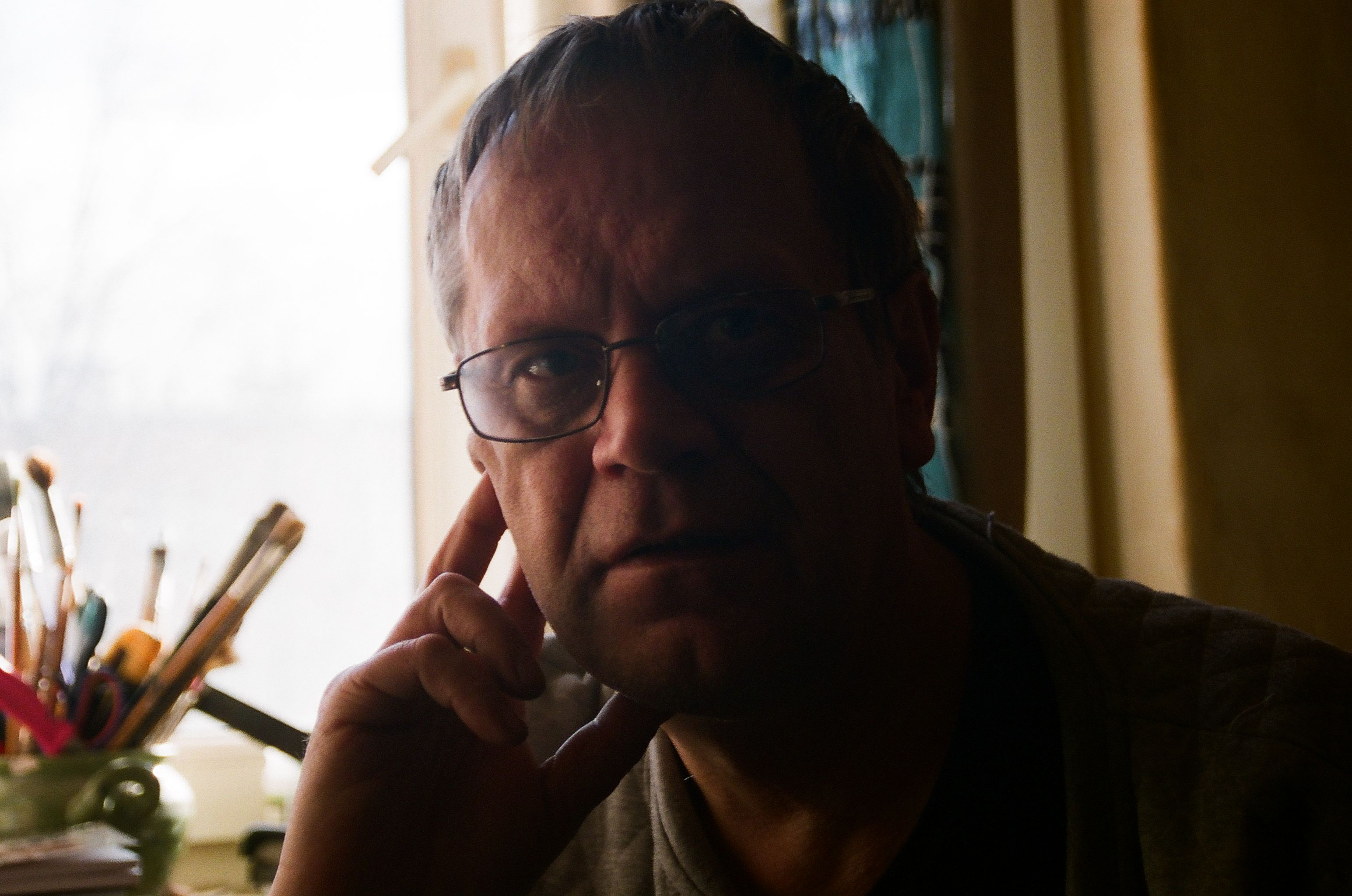

Wiesław Hołdys (ur. 1958) – polski reżyser teatralny, teatrolog, założyciel krakowskiego Teatru Mumerus.

## Życiorys
Pochodzi z Cieszyna. Jest absolwentem teatrologii na Uniwersytecie Jagiellońskim (1984) oraz Wydziału Reżyserii Dramatu Państwowej Wyższej Szkoły Teatralnej im. Ludwika Solskiego w Krakowie (1988). W trakcie studiów działał w studenckim ruchu teatralnym, gdzie zrealizował między innymi spektakle „Trzema krzyżykami” według Helmuta Kajzara (Teatr tarcie, 1979) oraz „Moskwa – Pietuszki” według Wieniedikta Jerofiejewa (Teatr pham, 1984). W teatrze instytucjonalnym zadebiutował 6 lutego 1988, reżyserią Pluskwy Włodzimierza Majakowskiego na deskach Teatru im. Juliusza Osterwy w Gorzowie Wielkopolskim. W swojej karierze zrealizował blisko sześćdziesiąt przedstawień, głównie w oparciu o własne autorskie scenariusze. Zrealizował również spektakl dla Teatru Telewizji („Pan Huczek” z Jerzym Trelą w roli tytułowej). Był etatowym reżyserem Teatru im. Ludwika Solskiego w Tarnowie (1995–2000; w latach 1990–1992 także dyrektorem naczelnym i artystycznym) oraz Teatru Powszechnego im. Jana Kochanowskiego w Radomiu (2001–2002). Trzykrotny stypendysta Ministerstwa Kultury. W latach 2001–2005 był członkiem Komitetu Zarządzającego projektu teatralnego Unii Europejskiej pod nazwą „The Magic – Net”. Pełni również funkcję sekretarza zarządu Stowarzyszenia Teatrów Nieinstytucjonalnych STeN w Krakowie.
Jego spektakle prezentowane były na wielu festiwalach teatralnych w kraju i za granicą (Austria, Czechy, Dania, Francja, Litwa, Niemcy, Portugalia, Rosja, Ukraina, Węgry).
Od roku 1999 jego działalność koncentruje się głównie na Stowarzyszeniu Teatr Mumerus, którego jest założycielem, prezesem i reżyserem wszystkich działań. Poza reżyserią spektakli prowadzi także warsztaty teatralne, przeważnie międzynarodowe, zakończone prezentacją powstałego w ich wyniku spektaklu.
Zajmuje się również malarstwem (między innymi wystawa w Galerii ZetPeTe w Krakowie), fotografią, scenografią i literaturą (autorskie scenariusze, blogi i teksty o Cieszynie, publikowane między innymi w piśmie „Tramwaj Cieszyński”).

## Wybrane realizacje teatralne
- „Opera za trzy grosze” Bertolta Brechta i Kurta Weilla, spektakl warsztatowy PWST w Krakowie we współpracy ze Studencką Spółdzielnią Pracy „Żaczek” I klubem „Rotunda” w Krakowie (1987);
- „Pluskwa” Włodzimierza Majakowskiego, Teatr im. Juliusza Osterwy w Gorzowie Wielkopolskim (1988);
- „Ameryka” według Franza Kafki, Teatr Na Rogu, Kraków, pokazy w Theatre Zerbrochene Fenster w Berlinie Zachodnim (1988),
- „Azyl” na motywach Ameryki i innych utworów Franza Kafki, Teatr Ziemi Pomorskiej w Grudziądzu (1988),
- „Woyzeck” Georga Büchnera, Teatr im. Osterwy w Gorzowie Wielkopolskim (1989),
- „Opowieści petersburskie” według Nikołaja Gogola, Teatr im. Norwida w Jeleniej Górze (1989);
- „Moskwa – Pietuszki” według Wieniedikta Jerofiejewa, Teatr Ziemi Lubuskiej w Zielonej Górze (1990);
- „Martwe dusze” według Nikołaja Gogola, Teatr im. Norwida w Jeleniej Górze (1990);
- „Mały ilustrowany karawan” według Henri-Pierre Cami, scenariusz własny, Teatr im. L. Solskiego w Tarnowie (1991);
- „Małe Mahagonny” Bertolta Brechta i Kurta Weilla, Teatr im. Żeromskiego w Kielcach (1993);
- „Pan Huczek” według Hannu Mäkeli, Teatr „Groteska” w Krakowie (1993);
- „Ulica wszystkich diabłów” na motywach literatury surrealistycznej, Teatr im. Wandy Siemaszkowej w Rzeszowie (1993);
- „Ameryka Franza Kafki”, Teatr Współczesny w Szczecinie (1994);
- „Rozmowa mistrza Polikarpa ze Śmiercią” na motywach polskich tekstów z XIII-XVI w., Teatr im. L.Solskiego w Tarnowie (1995);
- „Mały ilustrowany karawan, czyli Uczciwość i cud” na motywach tekstów H.-P. Cami, Teatr Polski w Poznaniu (1995);
- „Pan Huczek”, według Hannu Mäkeli, Teatr Telewizji TVP (1997);
- „Świat na opak”, spektakl inspirowany literaturą sowiźrzalską oraz „Nowymi Atenami” Benedykta Chmielowskiego, Teatr Polski w Poznaniu (1997);
- „Barok”, na motywach tekstów z XVII-XVIII w., Teatr im. Kochanowskiego w Opolu (1997);
- „Mirakle, czyli cuda”, na motywach staropolskich apokryfów i tekstów hagiograficznych, Teatr im. W. Siemaszkowej w Rzeszowie (1998);
- „Sanatorium pod Klepsydrą” według opowiadań Bruno Schulza, Teatr im. L. Solskiego w Tarnowie (1998);
- „Męka Pańska w butelce” Lidii Amejko, Teatr im. J. Kochanowskiego w Opolu (1999);
- „Mumerus” według „Nowych Aten” Benedykta Chmielowskiego, Teatr Mumerus w Krakowie (1999);
- „Moralność pani Dulskiej” Gabrieli Zapolskiej, Teatr im. Żeromskiego w Kielcach (2000);
- „Kabaret wycinków pod wezwaniem wuja Alfreda” – na motywach twórczości Alfreda Jarry’ego oraz współczesnych polskich pisarzy: Lidii Amejko i Zbigniewa Macheja, Teatr Mumerus w Krakowie (2000);
- „365 obiadów, czyli rewia stołowa”, na motywach książki kucharskiej Lucyny Ćwierczakiewiczowej, Teatr Wybrzeże w Gdańsku (2001);
- „Piekło – Niebo, czyli Przeraźliwe echo trąby ostatecznej. Wędrówki i wizje ks. Klemensa Bolesławiusza” – na podstawie XVII-wiecznych wizji zaświatów, a także rozkładów jazdy i dziecięcych wyliczanek, Teatr Mumerus w Krakowie (2001);
- „Dyrektor Teatru Marionetek” na motywach utworów Hansa Christiana Andersena, Teatr im. Kochanowskiego w Radomiu (2002);
- „Podróż na Księżyc” – spektakl inspirowany filmem Georges’a Meliesa z 1902 r, Teatr Mumerus w Krakowie (2002);
- „Małego świata wielkie cuda” według „Nowych Aten” Benedykta Chmielowskiego, Teatr im. L. Solskiego Tarnowie (2003);
- „Ubu według Alfreda Jarry”, Teatr Mumerus w Krakowie (2003);
- „Iwona – tragiczna historia według Witolda Gombrowicza” Teatr Mumerus w Krakowie we współpracy z JugendKulturZentrum PUMPE oraz Teatrem Grune Hund w Berlinie (2004);
- „Laputa & Lagado według Jonatana Swifta, czyli Trzecia podróż Gullivera”, Teatr Mumerus w Krakowie (2005);
- „Dr K. Hommage a Franz Kafka”, Teatr Mumerus w Krakowie (2006);
- „Krucy-tyrk, czyli przedziwne śląskie powiarki” według Gustawa Morcinka, Teatr Lalki i Aktora im. A. Smolki w Opolu (2006);
- „Cyrki i ceremonie” – spektakl inspirowany malarstwem Witolda Wojtkiewicza i prozą Romana Jaworskiego, Teatr Mumerus w Krakowie (2007);
- Krucytyrk, czyli przedziwne śląskie powiarki” według Gustawa Morcinka, Teatr Nowy im. Gustawa Morcinka w Zabrzu (2008);
- „Jarmark cudów” –spektakl teatralny inspirowany tradycją sowiźrzalską, Teatr Mumerus w Krakowie (2008);
- „Święto głupców, czyli walka karnawału z postem”, spektakl inspirowany obrazem Petera Bruegela oraz literaturą sowiźrzalską, Teatr Mumerus w Krakowie (2009);
- „Ampuć, czyli zoologia fantastyczna” według bestiarium Jana Gondowicza, Teatr Mumerus w Krakowie (2009)[2];
- „Kartka na cukier” spektakl poświęcony oficjalnej i nieoficjalnej kulturze PRL, Teatr Mumerus w Krakowie we współpracy z Instytutem Pamięci Narodowej i Stowarzyszeniem NZS-80 w ramach obchodów Roku Kultury Niezależnej (2009);
- „Droga do ósmego kwadratu” na motywach „Through the Looking-glass” Lewisa Carrola, Teatr Mumerus w Krakowie (2010);
- „Ludzie gościńca: Papkin i inni” na motywach „Zemsty” Aleksandra Fredry, Teatr Mumerus w Krakowie we współpracy Wiszniańskim Kolegium Lwowskiej Akademii Rolniczej (dawna posiadłość Fredrów w Beńkowej Wiszni – Ukraina) (2010);
- „Panopticum wyobraźni’ na motywach „Rękopisu znalezionego w Saragossie” Jana Potockiego, Teatr Mumerus w Krakowie we współpracy z Teatrem Alter w Drohobyczu (2011);
- „Tajemnik” na motywach „Klechd polskich” Bolesława Leśmiana, Teatr Mumerus w Krakowie (2012);
- „Niewyczerpany transformista” według prozy Bruno Schulza, Teatr Mumerus w Krakowie, (2013);
- „Głupia mąka wariatów” według prozy i grafik BrunoSchulza, Teatr Mumerus w Krakowie (2014);
- „W lustrze opowieści” spektakl poświęcony kulturze romskiej, Teatr Mumerus w Krakowie we współpracy z Teatrem Malko z Budapesztu oraz Teatrem Na Perone z Koszyc (2014);
- „Stół z powyłamywanymi nogami. Na stole i pod stołem”  spektakl inspirowany literaturą i grafiką polskiego średniowiecza, Teatr Mumerus w Krakowie (2015);
- „Lekcje mediolańskie. Hommage a Tadeusz Kantor”, Teatr Mumerus w Krakowie we współpracy z Théâtre des Asphodèles w Lyonie (2015);
- „Pieśń gminna”, na motywach ballad podwórzowych, Teatr Mumerus w Krakowie (2016);
- „To nie są drzwi. Kodycyl fotografji”, Teatr Mumerus w Krakowie (2017);
- „Historyja barzo cudna. Bunt upadłych aniołów”, Teatr Mumerus w Krakowie (2018);
- „ZMORA”, na podstawie trzech rozdziałów z „Braci Karamazow” Fiodora Dostojewskiego, Teatr Mumerus w Krakowie (2018);
- „Siedem zegarków kopidoła Joachima Rybki” na podstawie powieści Gustawa Morcinka, Scena Polska Teatru Cieszyńskiego w Czeskim Cieszynie (2019);
- „Dziś umarł Prokofiew” według tekstu Moniki Milewskiej i muzyki Dmitrija Szostakowicza oraz Siergieja Prokofjewa, Teatr Mumerus w Krakowie (2019);
- „Nikt nie uciecze” – słuchowisko na podstawie „Rozmowy mistrza Polikarpa ze Śmiercią” oraz „Skargi umierającego”, Radio Kraków[3] (2020);
- „Godzinki, czyli od świtu do zmierzchu”, Teatr Mumerus[4] w Krakowie (2020);
- „Posiew boga wojny”, Teatr Mumerus w Krakowie[5] (2021);
- „Manelle”, Teatr Mumerus w Krakowie[6][7] (2022);
- „Widma atelier. Etiuda romantyczna”, Teatr Mumerus w Krakowie[8] (2023);
- "Twarz Napoleona", Teatr Mumerus w Krakowie[9], (2024);
- "Mumerus. Koncert", Teatr Mumerus w Krakowie[10] (2024);

## Nagrody i wyróżnienia
- 1996 – laureat nagrody za scenariusz i inscenizację Rozmowy Mistrza Polikarpa ze Śmiercią podczas XXI Opolskich Konfrontacji Teatralnych.
- 2008 – wyróżnienie Ministra Kultury podczas II Ogólnopolskiego Konkursu na teatralną interpretację dawnych dzieł literatury europejskiej – za adaptację tekstu w przedstawieniu Dr. K. Hommage â Franz Kafka
- 2013 – wyróżnienie w konkursie Unii Europejskiej EDU INSPIRACJE jako europejski pedagog teatralny.
- 2013 – wyróżnienie na XV Przeglądzie Małych Form Teatralnych w Łodzi za spektakl „Ampuć”.
- 2015 – Nagroda Województwa Małopolskiego w dziedzinie kultury „Ars Quaerendi” w kategorii „Mistrz”[11].
- 2016 – Nagroda „Marka Radia Kraków” za najciekawsze wydarzenie kulturalne w Małopolsce za spektakl „Stół z powyłamywanymi nogami. Na stole i pod stołem”[12][13].
- 2017 – Nagroda Teatralna im. Stanisława Wyspiańskiego (w kategorii Nagroda Specjalna przyznawana za szczególne osiągnięcia w dziedzinie teatru zrealizowane w Krakowie przez krakowskie teatry nieinstytucjonalne) ustanowiona przez Radę Miasta Krakowa i Prezydenta Miasta Krakowa[14].
- 2021 - Brązowy Medal "Zasłużony Kulturze Gloria Artis" przyznany przez Ministra Kultury i Dziedzictwa Narodowego[15]